# Karl-Heinz Helbing
Karl-Heinz Helbing (ur. 7 marca 1957 w Mainz-Kastel) – niemiecki zapaśnik. Brązowy medalista olimpijski z Montrealu.
Reprezentował barwy RFN. Walczył w stylu klasycznym. Zajął trzecie miejsce w wadze półśredniej, do 74 kilogramów. W 1979 był trzeci na mistrzostwach świata, wcześniej – w 1977 – był drugi w kategorii juniorów. Czwarty na mistrzostwach Europy w 1980 i 1984. Pierwszy w Pucharze Świata w 1982. Brał udział w igrzyskach w 1984. W latach 1976–1985 nieprzerwanie był mistrzem Niemiec Zachodnich, drugi w 1975 roku.